# Бор (елемент)
Вижте пояснителната страница за други значения на Бор.
Бор е химичен елемент, означаван със символа B, от 2-ри период, 13 (IIIA) група на периодичната система, с атомен номер 5 и атомна маса 10,811.
Веществото бор е металоид с температура на топене 2076 °C и на кипене 3927 °C. Той е и едно от най-твърдите вещества в природата с твърдост 9,5 по скалата на Моос. Изолиран е през 1808 г. от Жозеф-Луи Гей-Люсак и Луи Жак Тенар, но те постигат само 50% чистота и го считат за съединение. Едва през 1824 г. Йонс Берцелиус го разпознава като елемент.
При добавяне в кристалната структура на полупроводник предизвиква недостиг на електрони и т.нар. дупчеста проводимост.
Борът е много активен и се среща само в съединено състояние. В земната кора той се съдържа в малки количества. Влиза в състава на някои силикатни минерали. Съдържа се и в някои горещи минерални води. Във вулканичните местности, в кратерите на вулканите, фумаролите и горещите извори са се образували и чисти боросъдържащи минерали. Турция притежава 70% от резервите на бор в света. Находища на борни минерали има в Италия, Мала Азия, Тибет, Калифорния и др.
Най-забележителното съединение на бора с въглерода е тетраборният карбид. Това е едно от най-твърдите вещества на Земята. Близък по твърдост до диаманта и го драска, затова се използва за шлифоване на диаманти и като режещ и абразивен материал.
Борът е важен микроелемент, който регулира протичането на редица биохимични процеси в растителните и в животинските организми. Той е открит в яйчния жълтък и в млякото. Ролята на бора все още не е добре изяснена, но е известно, че той влияе върху правилното развитие и растежа на растенията. Предполага се, че борните съединения са свързани с действията на определени ферменти, но все още механизмите и процесите остават неизяснени. Установено е, че при недеостиг на бор в почвата грахът, цвеклото, люцерната, ленът, тютюнът и други не могат да дават плод и загиват.

## Откриване
Съединението боракс е известно около 800 г. Борната киселина е идентифицирана през 18в.
Вероятно римляните са намирали късове боракс в Тоскана – бяло трошливо вещество, което се разтваря във вода, а при нагряване се стопява в безцветна течност, която започва да се пени, а след като се охлади застива в стъкловидна маса. Известно е обаче, че в курса по химия на Н. Льомери от 1768 г. има таблица на химически символи и там е даден и символа на боракса.
Да получат неоткрития елемент, който се съдържа в боракса, се заели няколко учени – Ж. Л. Гей-Люсак и Л. Ж. Тенар във Франция и Х. Дейви в Англия. Френските учени получили бора (1808) чрез редукция на борна киселина с калий, а Дейви приложил разработения от него електрохимичен метод и при електролиза на стопена борна киселина получил на анода кафяво-черно кристално вещество – бор.
Първите данни за елементарен бор са от 1808 г. и са свързани с имената на французите Гей-Люсак и Луи Тенер и англичанина Хъмфри Дейви. Французите му дават името бора или бор, а англичаните – boron.

## Наличие в природата
Разпространението на бора в земната кора е 1×10-3% и е на 39-о място сред елементите.
В природата борът се среща само в съединения, най-често с кислорода – борна киселина (сасолин) (H3BO3), боракс (Na2B4O7•10H2O) – натриева сол на тетраборната киселина, ашарит (MgHBO3), кернит (Na2B4O7•4H2O) и в редица сложни минерали. Те заемат 75% от борните находища. Колеманитът (Ca2[B4O4(OH)3]2•2H2O) се получава при ветреенето на минерала улексит (NaCa[B5O6(OH)6]•H2O). Освен като минерала сасолин, борната киселина се среща и в парите на вулкани или горещи извори, например около Тоскана. Минералът турмалин съдържа до 10% В. Той е сложна изоморфна смес от борати и силикати на елементите (Na,Al)(Mg,Fe). Неговите природни камъни са полускъпоценни камъни поради високата им твърдост.

## Физични свойства
Елементът бор е първият елемент от IIIA група, втори период. Има електронната структура 1s22s22p1 (прибавя се един р-електрон спрямо берилия) и проявява само трета валентност. Атомното му тегло е 10,811.
С повишаване на температурата, електропроводимостта на бора расте. При обикновени условия е лош проводник на електричен ток и се явява изолатор, но при температури от 20 °C до 600 °C проводимостта му се увеличава 100 пъти. Електропроводимостта на бора не се подчинява на закона на Ом и нараства с увеличаване на силата на тока. Големият температурен коефициент на активно съпротивление позволява той да бъде използван за термистори за високочуствителни прибори при измерване и регулиране на високи температури. Във физическата апаратура и прибори, борът се използва за прозорци, прозрачни на инфрачервено излъчване.
Определянето на температурата на топене на бора е трудно, защото борът е силно реактивоспособен при високи температури, но е приета за 2075 °C, а кипи при 4000 °C.

### Изотопи
Борът съществува в природата със своите два стабилни изотопа – 10B и 11B, съответно по 19,9% и 80,1%. Те са синтезирани при х-процеси, както изотопите на берилия и лития. Има 12 радиоактивни изотопа, като всичките са кратко живеещи.
Разделянето на изотопите на бора става най-лесно чрез газообразното съединение BF3, тъй като молекулите на 11BF3 се изпаряват преди тези на 10BF3.

### Алотропни форми
Образуването на повече от 10 полиморфни модификации на кристалния бор е свързано с различни фактори в процеса на получаването им. Най-добре изучени са структурите на тетрагоналната, черната α- и сивата β-ромбоедична модификация на бора.
Кристалните форми на бора все още не са изучени добре, защото са изградени от сложни групи. Борът е единственият елемент с такава сложна структура. Това се определя от малкия му атомен радиус и много големите стойности на йонизационните енергии. При тези условия металната връзка не може да се осъществи, а за прости ковалентни връзки между атомите той има по-малко електрони, отколкото наличните орбитали за тези връзки. Най-плътната структура има α-ромбоедичната форма, като елементарната клетка е изградена от 12 борни атома. Между тях има празнини, където се настаняват допълнително борни атоми. Такава структура имат и някои бориди, при които металните атоми също се намират в тези празнини. Термодинамично по-стабилна е β-ромбоедичната модификация, съдържаща 105 атома в елементарната клетка. Нейната температура на топене е 2180 °C, като при неметалите е по-ниска само от температурата на топене на въглерода. Освен ромбоедричните модификации са намерени още α- и β-тетрагонални форми, които са спорни. Всички тези форми са изградени от икоситетраедри B12.
Атомите в икоситетраедрите са свързани с 5 съседа, а атомите по върховете на елементарната клетка на β-модификоцията осъществяват това обкръжение с атоми на други икоситетраедри или с борни атоми, вмъкнати между тях. Това координационно число в структурата на бора не може да се обясни с Теорията за валентните връзки, тъй като броят на електроните в атомите е по-малък. Строго описание на природата на химичната връзка в тях може да стане само с Метод на молекулните орбитали. Кристалохимията на бора като елемент, намиращ се между металите и неметалите, е много особена.
Икоситетраедричната единица е повтарящ се мотив в химията на бора.
Аморфният бор е черен, а кристалният – тъмночервен, с метален блясък и твърдост, близка до диамантената. Има полупроводникови свойства.

## Химични свойства
При обикновени условия борът има слаба химична активност, на която ѝ влияят алотропната модификация, размерите на частиците и чистотата му.
Кристалният бор е инертен, особено при ниска температура. Аморфният бор реагира при ниска температура само с флуора. При 700 °C реагира с O2, а при 1200 °C – N2, давайки борен нитрид BN. При 900 °C борът се атакува от алкални стопилки, съдържащи окислител – Na2CO3/NaNO3. С металите при загряване дава бориди.
При силно нагряване борът измества съответните елементи дори от стабилни оксиди като P2O5, CO2 и SiO2 и оксидите на много метали, поради много ниската стойност на изменението на енталпията на образуване на B2O3 (ΔfH0298 = -1461 kJ/mol):
{\displaystyle {\ce {3Sio2 + 4B -> 2B2O3 + 3Si}}}.
Като се изключат боридите, във всички свои съединения борът е от трета стенен на окисление. Обяснението е, че въпреки че неговите втора и трета йонизационна енергия са много по-високи от тези на останалите елементи, поради крйносиметричната 2р-орбитала и много малкия атомен радиус на бора, един електрон от двойката 2s2-електрони сравнително лесно преминава на свободната 2p-оритала. Енергията, отделена при двете допълнителни ковалентни връзки, е достатъчна да компенсира този преход и тогава борът функционира като тривалентен. Наличието на 3 електрона при 4 външни орбитали определя и акцепторните свойства на бора. Прост йон B3+ не може да се образува поради много стойност на сумата от йонизационните енергии. Този факт и високата електроотрицателност на бора определят неметалния му характер.
С халогените реагира при нагряване, давайки безцветни BX3 (X = F, Cl, Br, I).

## Съединения

### Бориди
Борът дава съединения с всички метали, освен с някои от по-тежките – Ag, Au, Cd, Hg, In, Tl, Sn, Sb, Pb, Bi. Най-често боридите се получават при взаимодействие на бора с металите или техните оксиди:
{\displaystyle {\ce {Sc2O3 + 7B ->[{1150 °C}] 2ScB2 + BO}}} (полимерни форми).
{\displaystyle {\ce {Cr + {n}B -> CrB_{n}}}}
Известни са и други методи:
- редукция на борни халогениди с метал, понякога в присъствие на водород:

{\displaystyle {\ce {BCl3 + W + 3/2 H2 ->[{1200 °C}] WB + Cl2 + 3HCl}}}
- редукция на смес от борен и метален оксид с въглерод:

{\displaystyle {\ce {V2O5 + B2O3 + 8C ->[{1500 °C}] 2VB + 8CO}}}
- редукция на метален оксид с борен карбид:

{\displaystyle {\ce {Eu2O3 + 3B4C ->[{1600 °C}] 2EuB6 + 3 CO}}} и други.
Поради малкия атомен радиус на бора се получават много разнообразни по свойства и стехеометричен състав бориди – от M5B до MB100. Най-често се срещат боридите M4B, M3B, M2B, M3B2, MB, M3B4, MB2, M2B5, MB4, MB6 и MB12.
| Вед борид | Елементи, образущи го                                                               | Строеж |
| --------- | ----------------------------------------------------------------------------------- | --- |
| MB        | ?                                                                                   | Първият вид бориди е с изолирани борни атоми, когато броят на металните атоми по-голям от броя на борните. |
| M3B       | Tc, Re, Co, Ni, Pd                                                                  | При вторите три вида бориди решетката е изградена от метаните атоми, а борните атоми, или двойката борни атоми, са разположени в междините на решетката |
| M2B       | Ta, Mo, W, Mn, Fe, Co, Ni, Be                                                       | При вторите три вида бориди решетката е изградена от метаните атоми, а борните атоми, или двойката борни атоми, са разположени в междините на решетката |
| M3B2      | V, Nb, Ta                                                                           | При вторите три вида бориди решетката е изградена от метаните атоми, а борните атоми, или двойката борни атоми, са разположени в междините на решетката |
| MB        | Ti, Hf, V, Nb, Ta, Cr, Mn, Ni, Fe (проста верига)                                   | Третият вид бориди са със зигзаговидни вериги от борни атоми в кристалната решетка. Структурата с двойни вериги заема междинно положение между едноверижната и слоестата (мрежеста структура) |
| M3B4      | Ti, V, Nb, Ta, Mn, Ni (двойна верига)                                               | Третият вид бориди са със зигзаговидни вериги от борни атоми в кристалната решетка. Структурата с двойни вериги заема междинно положение между едноверижната и слоестата (мрежеста структура) |
| MB2       | Mg, Al, Sc, Y, Ti, Zr, Hf, V, Nb, Ta, Cr, Mo, W, Mn, Tc, Re, Ru, Os, U, Pu          | Четвъртият вид бориди са с двумерна, мрежеста структура. Тя се състои от редуващи се слоеве метални и борни атоми. Всеки борен атом граничи с 3 метални атома и е свързан с общо 6 метални атома – 3 отгоре и 3 отдолу на слоя от борни атоми. Всеки метален атом е свързан по този начин с 12 борни атома. Затова връзката е много здрава и температурата им на топене е много висока. |
| MB4       | ?                                                                                   | Четвъртият вид бориди са с по-голям брой борни атоми. Структурата им е кубична, често тип CsCl, при която в центъра се намира металният атом, а върховете на куба представляват октаедри, изградени от 6 борни атома. Така всеки октаедър е свързан с по една връзка с върховете на съседните октаедри. По този начин всеки от тях остава в центъра на куб, ограден от 8 метални атома, разположени по върховете му. MIIB6 са полупроводници, а MIIIB6 и MIVB6 имат мека проводимост. Такъв вид бориди образуват металите с голям атомен радиус. Те също кристализират в кубична сингония, но тип NaCl. Местата на хлорните атоми заемат кубооктаедрични клъстери, изградени от борни атоми. MB6+ са едни от най-твърдите известни вещества. |
| MB6       | MIB6 (Na,K); MIIB6 (Ca, Sr, Ba, Eu, Yb, La); MIIIB6 (редкоземни метали); MIVB6 (Th) | Четвъртият вид бориди са с по-голям брой борни атоми. Структурата им е кубична, често тип CsCl, при която в центъра се намира металният атом, а върховете на куба представляват октаедри, изградени от 6 борни атома. Така всеки октаедър е свързан с по една връзка с върховете на съседните октаедри. По този начин всеки от тях остава в центъра на куб, ограден от 8 метални атома, разположени по върховете му. MIIB6 са полупроводници, а MIIIB6 и MIVB6 имат мека проводимост. Такъв вид бориди образуват металите с голям атомен радиус. Те също кристализират в кубична сингония, но тип NaCl. Местата на хлорните атоми заемат кубооктаедрични клъстери, изградени от борни атоми. MB6+ са едни от най-твърдите известни вещества. |
| MB10      | ?                                                                                   | Четвъртият вид бориди са с по-голям брой борни атоми. Структурата им е кубична, често тип CsCl, при която в центъра се намира металният атом, а върховете на куба представляват октаедри, изградени от 6 борни атома. Така всеки октаедър е свързан с по една връзка с върховете на съседните октаедри. По този начин всеки от тях остава в центъра на куб, ограден от 8 метални атома, разположени по върховете му. MIIB6 са полупроводници, а MIIIB6 и MIVB6 имат мека проводимост. Такъв вид бориди образуват металите с голям атомен радиус. Те също кристализират в кубична сингония, но тип NaCl. Местата на хлорните атоми заемат кубооктаедрични клъстери, изградени от борни атоми. MB6+ са едни от най-твърдите известни вещества. |
| MB12      | Sc, Y, Zr, лантаноиди и актиноиди                                                   | Четвъртият вид бориди са с по-голям брой борни атоми. Структурата им е кубична, често тип CsCl, при която в центъра се намира металният атом, а върховете на куба представляват октаедри, изградени от 6 борни атома. Така всеки октаедър е свързан с по една връзка с върховете на съседните октаедри. По този начин всеки от тях остава в центъра на куб, ограден от 8 метални атома, разположени по върховете му. MIIB6 са полупроводници, а MIIIB6 и MIVB6 имат мека проводимост. Такъв вид бориди образуват металите с голям атомен радиус. Те също кристализират в кубична сингония, но тип NaCl. Местата на хлорните атоми заемат кубооктаедрични клъстери, изградени от борни атоми. MB6+ са едни от най-твърдите известни вещества. |
| MB12+     | ?                                                                                   | Четвъртият вид бориди са с по-голям брой борни атоми. Структурата им е кубична, често тип CsCl, при която в центъра се намира металният атом, а върховете на куба представляват октаедри, изградени от 6 борни атома. Така всеки октаедър е свързан с по една връзка с върховете на съседните октаедри. По този начин всеки от тях остава в центъра на куб, ограден от 8 метални атома, разположени по върховете му. MIIB6 са полупроводници, а MIIIB6 и MIVB6 имат мека проводимост. Такъв вид бориди образуват металите с голям атомен радиус. Те също кристализират в кубична сингония, но тип NaCl. Местата на хлорните атоми заемат кубооктаедрични клъстери, изградени от борни атоми. MB6+ са едни от най-твърдите известни вещества. |

Всички бориди са много твърди, високотопими, химически инертни в широк температурен интервал и някои от тях имат по-голяма електропроводимост, отколкото съответните метали. Те се използват за парки на турбини, горивни камери, бакетни дюзи, тигли, вани за метални и други стопилки, покриване на метални конструкции, обработване на метали, електроди при индустриални високотемпературни производства и други.
Повечето бориди са инертни спрямо неокисляващи киселини, но Be2B и MgB2 реагират с водни разтвори на киселини, образувайки борани. Силни окисляващи киселини като азотната или гореща сярна реагират с повечето бориди.

### Борани
Водородът не взаимодейства с бора дори при висока температура, затова бороводородите се получават по косвени начини. Бораните (борните хидриди) са леко окисляващи съединения. Познати са няколко вида. Те са синтезирани и характеризирани от немския химик Алфред Сток в периода 1912 г. – 1937 г., който пръв ги нарича борани. Като главен хидрид се явява диборанът B2H6. Бораните могат да бъдат твърди, течни и газообразни. Първите членове са летливи и затова токсични. При горенето на борани се отделя много повече топлина, отколкото при горенето на въглеводороди.

### Халогениди
Борът образува халогениди с всички халогени. Те са мономери в твърдо, течно и газообразно състояние за разлика от халогенидите на останалите елементи в IIIA група. Структурата на молекулите им е планарна, с ъгъл ХВХ = 120°, което показва, че борният атом е в sp2-хибридизация.
Борният трифлуорид се получава при взаимодействие на B2O3 и CaF2 с конц.H2SO4:
{\displaystyle {\ce {B2O3 + 3CaF2 + 6H2SO4 -> 2BF3 + 3CaSO4 + 3[H3O]^+[HSO4]^- (aq)}}}.
Връзката B-F в борния трифлуорид е най-здравата позната единична връзка.
При хидролизата му се образува комплексната флуороборна кислина:
{\displaystyle {\ce {BF3 + 3 H2O <=> H3BO3 + 3H[BF4]}}}.
Нейните соли се получават лесно при взаимодействие на метални фруориди с BF3:
{\displaystyle {\ce {KF + BF3 -> K[BF4]}}}.
H[BF4] е много силна киселина и алкалните тетрафлуороборати са стабилни съединения, разтворите на които не търпят хидролиза. Тетрахалогенборатите, съдържащи [BCl4]-, [BBr4]- и [BI4]-, могат да се получават само в неводни разтвори.
Борният трихлорид и BBr3 се получават при директно взаимодействие на хлор или бром с B2O3 в присъствие на въглерод:
{\displaystyle {\ce {B2O3 + 3C + 3Cl2 ->3CO + BCl3}}}.
Борният трийодид се получава при взаимодействие на NaBH4 с йод при нагряване:
{\displaystyle {\ce {2NaBH4 + 4I2 ->[{125 - 200 °C}] 2BI3 + 2NaI + 4H2 ^}}}.

### Кислородсъдържащи съединения

#### Диборен триоксид
Кислородсъдържащите съединения на бора са многобройни и разнообразни. Най-простото от тях е борният оксид B2O3. Той се получава при бързо загряване на H3BO3, която най-напред се стапя и след това се обезводнява. Самият оксид при тези условия е в стопено състояние. Той е едно от веществата, които най-трудно кристализират и при охлаждане на стопилката остават във вид на стъкло, подобно на SiO2. Дълго време B2O3 е бил познат само като стъкловидна маса. В стопилката му се разтварят много метални оксиди и дават различно оцветени стъкла. Борният оксид реагира с водата до борна киселина.

#### Борна киселина
В практиката борната киселина се получава при взаимодействие на боракс със солна киселина:
{\displaystyle {\ce {Na2B4O7 + 2HCl + 5H2O -> 4H3BO3 + 2NaCl}}}.
Борната киселина е много по-малко разтворима във вода от NaCl при стайна температура и кристализира във вид на люспести блестящи моноклинни кристали. С повишаване на температурата разтворимостта ѝ нараства. Структурата на H3BO3 е солеста, изградена от {BO3} единици, свързани по между си с несиметрични водородни връзки. Слоевете са свързани помежду си със слаби вандерваалсови сили. Това обяснява малката твърдост и плътност на кристалите на H3BO3 и цепителността ѝ на тънки люспести кристали. Борната киселина е много слаба едносновна Люисова киселина и комплексът, който дава с водата е източник на протони:
{\displaystyle {\ce {B(OH)3 + 2H2O <=> H3O^+ + [B(OH)4]^-}}}.
Много разредени разтвори на борната киселина се използват в медицината. Те са важна част и в първия охлаждащ контур на ядрените реактори и централи.
Борната киселина може да се представи също с формулата H[B(OH)4]. При взаимодействие с H2O2, една OH група се заменя с една пероксидна група и се получава монопероксоборна киселина. При замяна на OH групите в H[B(OH)4] с флуоридни йони се получава серия от флуороборни киселини – H[BF(OH)3], H[BF2(OH)2], H[BF3(OH)], H[BF4]. Те са познати предимно в разтвор, но някои от тях могат да се синтезират.
При загряване на борната киселина, преди да се получи борният оксид, най-напред се отделя една молекула вода и се образува метаборна киселина, HBO2. Тя е известна в кубична, моноклинна и ромбоедична полиморфна модификация.
При обезводняване на H3BO3 освен мономерната форма и метаборната киселина се получават и други форми – пироборна киселина (B2) и метаборни киселини (B3+).

### Съединения с азота

#### Борен нитрид
Борният нитрид (BN) се получава много трудно. Той е синтетично произведен кристал, който се прави в две кристални форми – хексагонален борен нитрид (h-BN), аналогична на графита, и кубичен борен нитрид (c-BN), аналогичен на диаманта. Изоелектронен е на въглеродната молекула и има аналогични свойства на полимерните форми на въглерода. В малки количества може да се получи при взаимодействие на B с NH3 при температура на бяла жар (1200 °C). В по-големи количества се получа, като се стапя карбамид с борна киселина в амонячна атмосфера при висока температура.
Борният нитрид е бял, има висока температура на топене като графита и се нарича „бял графит“. Той е добър електроизолатор.
h-BN се приготвя по няколко начина, включващи загряване на борен оксид (B2O3) с амоняк. На молекулярно ниво това съединение представлява слоеста пудра, подобна на талка, като слоевете са съставени от един върху друг шестоъгълници. Връзката между слоевете е много слаба, поради което той лесно се отлага при пипане. Това го прави подобен на графита и затова е мек и мазен. От такава пудра се изработват форми чрез горещо пресоване. Обработва се лесно механически, има високи електрично съпротивление и топлопроводност. Използва се за направата на електрически изолатори, леярски тигли и др.
c-BN се произвежда при много високи налягания (до 6200 atm) и висока температура (1200 °C-2000 °C). Така произведеният C-BN, наречен боразон, е втори по твърдост след диаманта. Благодарение на неговото високотемпературно окисление (над 1900 °C), боразонът има много по-висока работна температура от диаманта, изгарящ до 800 °C. Боразонът противодейства на ударни натоварвания и е по-нетрошлшив от диаманта.

#### Боразини
Един клас от B–N съединения образува цикличният боразин (триборен триимид), B3N3H6, и неговите производни. Той се получава чрез загряване на BCl3 и NH4Cl, при което се отделя HCl и се получава междинният продукт (BClHN)3. Това съединение се редуцира с NaBH4:
{\displaystyle {\ce {3BCl3 + 3NH4Cl ->[{T}] (BClHN)3 + 9HCl}}}
{\displaystyle {\ce {(BClHN)3 + 3NaBH4 -> B3N3H6 +3NaCl + 3/2B2H6}}}.
Боразинът има аналогична структура и близки физични константи на бензена и се нарича „неорганичен бензен“. Той е по-реактивоспособен от бензена и при обикновена температура реагира с киселини, основи и вода.
| Свойства                         | B3N3H6 | C6H6 |
| -------------------------------- | ------ | ---- |
| Молекулна маса, Mr               | 80,5   | 78,1 |
| T, °C                            | -57    | 6    |
| TK, °C                           | 55     | 80   |
| Плътност, тв. (g/cm3)            | 1,00   | 1,01 |
| Повърхностно напрежение (dyn/cm) | 31,1   | 31,0 |

При загряване на боразина се получават полимерни продукти, аналогични на нафталена, бифенила и други.

### Карбиди
С въглерода над 1300 °C образува карбида B4C, представляващ полимер – (B12C3)n. Конструкцията му е трудно разрушима и затова е твърд, здрав, химически инертен и термично устойчив.

## Производство
Елементарният бор се получава по различни начини – възстановяване от анхидрид с помощта на метали; електролитно редуциране от стопилки; редуциране на борни халогениди с водород. Възможна е и термична дисоциация на борните халогениди и хидриди.
При загряване на боракс се получава H3BO3 вследствие на хидролизни процеси. По-нататък от H3BO3 се получава B2O3, който чрез редукция с Mg или алкални метали дава бор:
{\displaystyle {\ce {B2O3 + 3Mg -> 3MgO + 2B}}}.
При тези условия се отделя аморфен бор, който трябва да се очисти от оксида и борида на редуктора.
Друг по-евтин метод за получаване на нечист бор е чрез електролиза на K[BF4], който се разтваря в стопилка на евтекична смес от KCl и KF с температура на топене 800 °C. Чист бор се получава чрез термична дисоциация на боран или чрез редукция на BCl3 или BBr3 с водород:
{\displaystyle {\ce {B2H6 ->[{T}] 2B + 3H2 ^}}}
{\displaystyle {\ce {2BBr3 + 3H2 -> 2B + 6HBr ^}}}.
При тези реакции се получава също аморфен бор, който се загрява продължително при висока температура (под температурата на топене), при което се получава компактна кристална маса. Този метод е известен под названието прахова металургия. При нагряване на аморфен бор между 1000 – 1200 °C се получават α- и β-ромбоедичните модификации.

## Приложение
Борът с висока степен на честота се явява подходящ елемент за легиране на полупроводникови материали, придавайки р-проводимост на силиция и германия.
За регулатор на мощността на ядрените реактори се използва 10B, който се характеризира с голямо напречно сечение на залавяне на топлинни неутрони (3836 b). Ако е нужно да се използват материали с малко напречно сечение на залавяне на неутрони е подходящ изотопът 11B. Двата изотопа на бора дават възможност да се измерва потокът на неутроните чрез използване на два термистора – единият с 10B, а другият с 11B. В първия термистор се провежда ядрената реакция:
{\displaystyle {\ce {^10B + n -> ^7Li + ^4He + 2,8 MeV}}}
Отделената енергия повишава температурата на термистора многократно повече в единия, отколкото в другия. Тази разлика в температурите дава възможност чрез съответната градуировка да се определя интензивността на неутронния поток.
Бор-10 се използва и за направата на детектори за регистриране на бавни неутрони. Един такъв детектор е пропорционалният брояч, напълнен с BF3 (газ) при налягане под една атмосфера, с който се регистрират сигнали от α-частици. За да се увеличи ефективността на такъв детектор, във вътрешността се нанася твърд 10B.
Висока степен на поглъщане на топлинни неутрони от 10B се прилага и в медицината за облъчване на тумори. В пациента се инжектират борни съединения, които се нотрупват бързо и за предпочитане в тумора, след което туморната област се облъчва с топлинни неутрони.
В сплави на цветни и черни метали, борът повишава тяхната износоустойчивост и повишава температурите им на топене. Борът най-добре очиства медта от разтворените в нея газове. Наситена с бор повърхност (1 – 2×10-6 m дълбочина) довежда до образуването на бориди на тези метали, които са твърди и издръжливи на износване. Обикновено нанасянето на бора става чрез имплантация или дифузия при висока температура. Той влиза в състава на корозионноустойчиви и топлоиздръжливи справи, като например феробор. До 10% добавка от бор повишава механичните свойства на стоманата и славите на цветните метали.

## Биологични ефекти
За много живи организми борът е жизненоважен, а заедно с медта, магнезия, молибдена и цинка, е микроелемент. Борът повишава усвояването на калция, магнезия и витамин С в организма. Недостигът на бор се отразява отрицателно на семенните култури, поради което в почвата се вкарват борни торове.